# Tim Leura Tjapaltjarri
Tim Leura Tjapaltjarri, auch als Timmy Leurah Tjapaltjarri, Tjapaltjarri, Djabaldjari und Tim Leura bekannt, (* 1930 Napperby Creek im Northern Territory, Australien; † 1984 in Alice Springs) war ein Aborigines-Künstler, ein Maler und Holzschnitzer. Er war einer der Gründer der Papunya Tula.

## Leben
Tjapaltjarri wuchs in der Napperby Station im Northern Territory auf und arbeitete als Viehtreiber. Er entstammt den Aborigines der Anmatyerre und war mit Daisy Leura Nakamarra verheiratet. Mit ihr hatte er sechs gemeinsame Kinder. Sein jüngerer Bruder war der Aborigines-Künstler Clifford Possum Tjapaltjarri. In den 1950er Jahren, der Gründungszeit der Aborigines-Siedlung Papunya, ging er mit seiner jungen Familie dorthin.

## Künstlerisches Leben
Bevor er in den 1970er Jahren mit dem Malen begann, war er im Gebiet der Western Desert als Holzschnitzer bekannt. In Papunya kam er in Kontakt mit Geoffrey Bardon und wurde sein enger Freund. Bardon, ein Kunstlehrer, motivierte die in Papunya lebenden Aborigines zum Malen. Unter seinem Einfluss entwickelte sich Tjapaltjarri zu einem der ersten und führenden Maler der frühen Papunya-Künstlerbewegung.

## Werke
Die Traumzeit-Themen, die in seinen Gemälden dargestellt sind, waren vor allem Possum, Yamswurzel, Feuer, Blauzungenskink, Sonne, Mond und Morgenstern.
Als sein wichtigstes Werk gilt das 8,2 m große Napperby Death Spirit (Possum) Dreaming: Dieses Bild, das er mit Unterstützung von Clifford Possum schuf, gilt als das bedeutendste Werk dieser frühen Künstlerbewegung.
Werke von ihm befinden sich in folgenden öffentlichen Sammlungen Australiens:
- Art Gallery of New South Wales in Sydney
- University of Western Australia, Anthropology Museum in Perth
- National Gallery of Victoria in Melbourne
- Art Gallery of South Australia in Adelaide
- South Australian Museum in Adelaide
- National Gallery of Australia in Canberra
- Art Gallery of Western Australia in Perth
- Flinders University Art Museum in Adelaide